# Differenza tra software libero e open source
I termini software libero e open source vengono usati per indicare quella che è sostanzialmente la stessa cosa, ma da punti di vista nettamente diversi.
Il primo, nato agli inizi degli anni ottanta, indica software la cui licenza soddisfa una definizione in quattro punti prevalentemente basata su concetti etici, quali la possibilità di studiare, di aiutare il prossimo, di favorire l'informatica; il secondo, nato alla fine degli anni novanta si riferisce alla Open Source Definition, a sua volta derivata dalle Debian Free Software Guidelines, ovvero una serie di 10 punti pratici che definiscono quali criteri legali debba soddisfare una licenza per essere considerata effettivamente libera, ovvero, con il nuovo termine, open source.
I sostenitori della definizione di software libero affermano che questa sia da preferire in quanto pone il dovuto accento sulle questioni morali che stanno alla base di questo tipo di licenze; e che la definizione di software open source, storicamente successiva, avrebbe minore efficacia in quanto unicamente centrata su un principio di utilità. I sostenitori del software open source, al contrario, dichiarano che l'espressione "free software", dal doppio significato di "software libero" e di "software gratuito" sia controproducente dal punto di vista della sua diffusione al di fuori dall'ambito hobbistico o al più universitario in quanto facilmente fraintendibile e talvolta percepita, a ragione o torto, come legata a correnti di pensiero poco apprezzabili nel mondo aziendale. I sostenitori dell'open source, in pratica, pongono l'accento sui vantaggi pratici della diffusione del codice sorgente e dello sviluppo cooperativo su internet del software, interessandosi in maniera minore, se non nulla, dell'aspetto etico della questione.

## Fraintendimenti comuni
Nonostante le differenze di forma, è di fatto molto difficile che una licenza possa soddisfare i requisiti per una definizione, ma non per l'altra; in particolare l'open source non è necessariamente copyleft, ma può avere licenze permissive esattamente come il software libero; non basta avere la possibilità di vedere e modificare per proprio uso i sorgenti di un programma perché questo sia considerabile software libero.
Una differenza sostanziale in pratica risiede nel considerare che molti prodotti che contengono calcolatori elettronici, controllano l'integrità dei loro programmi eseguibili per impedire all'utente di installare eseguibili diversi. In questo modo viene fatto utilizzo di un sistema che, anche se incorporando software con tipi di licenze copyleft, utilizza l'hardware per queste meccanismi chiamati "tiranni" che eseguono la cosiddetta pratica di "Tivoization".
La Tivoization non permette di eseguire versioni modificate e, pertanto, l'eseguibile non sarà effettivamente libero.
"I criteri per l’open source non riconoscono questo problema; guardano solamente la licenza del codice sorgente. Quindi questi eseguibili non modificati, quando prodotti a partire da codice sorgente come Linux che è open source e libero, sono open source ma non liberi. Molti prodotti basati su Android contengono eseguibili Linux non liberi e “tivoizzati”."

## Free software e open source: due posizioni differenti nella comunità del software libero
La confusione riguardo a questi due termini è molto diffusa. Senza dubbio entrambi parlano del software libero, ma le differenze dal punto di vista etico sono importanti.
Infatti, la relazione tra queste due posizioni, vede un disaccordo sui principi di base, ma una comunanza per quanto riguarda molti aspetti pratici. Proprio in virtù di questo, si ritrovano a lavorare assieme su molti progetti specifici.
Nonostante ciò, il movimento afferma: "Noi non siamo contro il movimento Open Source, ma non vogliamo essere confusi con loro.  Riconosciamo che hanno contribuito alla nostra comunità, ma noi abbiamo creato questa comunità e vogliamo che si sappia.  Vogliamo che quello che abbiamo realizzato sia associato con i nostri valori e la nostra filosofia, non con i loro.  Vogliamo che ci sentano, non vogliamo sparire dietro ad un gruppo con punti di vista diversi.  Per evitare che si pensi che facciamo parte del movimento Open Source, ci preoccupiamo di evitare di utilizzare il termine "open" per descrivere il software libero, o il suo contrario, "closed", per parlare di software non libero.".
Viene sotto riportata un'analisi basata su tre diversi confronti: uno storico, uno ideologico e uno riguardo alle licenze.

## Paragone storico
Occupiamoci inizialmente di chiarire l'esperienza del movimento del free software. Il protagonista di questa sezione è Richard Stallman; egli è mosso dallo spirito hacker, tanto da autodefinirsi “l'ultimo degli hacker”. Questa ideologia ha caratteristiche delineate e forti: la società viene vista come una comunità che si nutre della libertà di interazione e collaborazione tra le persone che la compongono. Proprio il concetto di libertà è alla base dell'azione di Stallman e porta alla nascita nel 1985 della Free Software Foundation (organizzazione no profit). L'ambiguità del termine inglese free crea non pochi problemi alla collocazione del movimento: la libertà che esso vuole sottolineare viene spesso confusa con la gratuità, cioè l'assenza di profitto.
Stallman invece fu il primo a considerare le diverse possibilità di guadagno che il software libero offre: società di consulenza possono garantire un servizio efficiente e a modici prezzi. Proprio in questa ottica nasce l'azienda Cygnus.
La FSF aveva come obiettivo lo sviluppo di un sistema operativo che fosse interamente condivisibile. Il tool GNU era già pronto quando il kernel, proprio la parte mancante, venne resa disponibile da uno studente finlandese, Linus Torvalds. Nacque in questo modo il sistema GNU/Linux.
A questo punto risultarono evidenti le possibilità di sfruttare tale creazione a livello economico. Proprio da ciò nasce la distinzione tra free software e open source: il movimento free software pone l'accento sulla libertà come condizione essenziale.
I fautori del movimento open source si considerano più disponibili a compromessi di tipo teorico e accusano la forte etica dei fautori del software libero come causa degli scarsi investimenti che alcune aziende hanno voluto accordare in un movimento considerato eccessivamente ideologizzato.
La commercializzazione viene vista come chiave vincente per un continuo miglioramento del software di partenza. La libertà è quindi professata anche nell'open source, ma viene spesso sacrificata in nome di un utilizzo pratico dei prodotti.
Il nuovo termine viene dunque coniato per evitare i problemi precedentemente spiegati riguardo alla parola free ed attirare così gli investimenti di diverse aziende. Con questa nuova immagine il software libero è finalmente pronto a sfidare il software proprietario sul mercato.

## Paragone ideologico
Le quattro libertà offerte dal free software:
1. Libertà di usare il programma senza impedimenti;
2. Libertà di aiutare sé stesso studiando il codice disponibile e modificandolo in base alle proprie esigenze;
3. Libertà di aiutare il tuo vicino, cioè la possibilità di distribuire copie del software;
4. Libertà di pubblicare una versione modificata del software;

Principi base dell'open source:
1. Libertà di redistribuzione (sta poi al singolo decidere se farlo gratuitamente o se far pagare il prodotto);
2. Libertà di consultare il codice sorgente;
3. Necessità di approvazione per i prodotti derivati;
4. Integrità del codice sorgente dell'autore;
5. Nessuna discriminazione verso singoli o gruppi di persone;
6. Nessuna discriminazione verso i settori di applicazione;
7. La licenza deve essere distribuibile;
8. La licenza non può essere specifica per un prodotto;
9. La licenza non può contaminare altri software;
10. La licenza deve essere tecnologicamente neutrale;

A titolo di ulteriore chiarimento, è possibile consultare la sezione Paragone sulle licenze, nella quale vengono illustrate le licenze accettate dai due movimenti.

## Paragone sulle licenze
Per quanto riguarda il free software una delle licenze utilizzata è la GNU General Public License (GPL). Questa licenza fu ideata da Stallman stesso: essa mira a rispettare i principi precedentemente esposti, introducendo il copy left per garantirli. Con il termine copy left si intende quel meccanismo per cui dopo la modifica di un software libero è vietato ridistribuirlo come software proprietario ed è inoltre necessario segnalare le modifiche attuate all'autore del software. La motivazione è ovvia: alcuni potrebbero approfittarne, spezzando così la catena creativa che ha dato vita al progetto. Questa licenza permette agli autori di mettere la propria proprietà intellettuale al servizio della comunità.
In seguito si osservò che non tutti gli sviluppatori erano soddisfatti da questa licenza, nel 1991 venne quindi scritta la LGPL. La LGPL permette di inserire codice in programmi liberi o proprietari, senza che questo influisca sulla licenza finale del software.
Queste licenze limitano il pubblico dominio (possibilità di vendere modifiche apportate ad un software libero).
Le licenze riconosciute come in grado di soddisfare i principi del software libero sono qui riportate:
Tra queste le più comuni sono:
1. GNU General Public License, prevista anche in questo caso;
2. Mozilla Public License (MPL): essa si differenzia dalla GPL per due elementi, cioè per la possibilità di unire software libero con software proprietario e anche perché, grazie ad essa, non è più obbligatorio rendere disponibili all'autore le modifiche apportate;
3. Berkeley Software Distribution (BSD): del tutto analoga a quella precedente si avvicina ancor più al concetto di pubblico dominio.

Le licenze riconosciute dalla FSF come adatte al software libero sono più o meno le stesse di quelle accettate per il software open source.
Ricordiamo infine le licenze per la documentazione come: GNU Free Documentation License, o Creative Commons (quest'ultima non è propriamente una singola licenza ma un'intera famiglia).

## Conclusioni
Ad oggi, la dizione “Open source” appare molto usata, addirittura più di quella software libero. Basti ricordare come esempio che la VA Software è quotata in borsa e che aziende di grande fama, come la Sun Microsystems, preferiscono usare open source.
Le motivazioni sono due:
- in ambito anglofono il concetto di "libertà" è esprimibile solo con la parola free, che significa anche "gratis". Questa possibile confusione sembra contro-producente per alcune imprese;
- ogni movimento fatto di persone, nella storia umana, ha sempre subito qualche scisma, e quello del software libero non sembra fare eccezione.